# Anwar al-Awlaki
Anwar al-ʿAwlaqī, in arabo أنور العولقي‎?, chiamato negli USA al-Awlaki (Las Cruces, 21 aprile 1971 – Governatorato di al-Jawf, 30 settembre 2011), è stato un imam e terrorista statunitense naturalizzato yemenita.

## Biografia
Nato nel Nuovo Messico da genitori di origine yemenita, rientrato in Yemen nel 1978 al seguito del padre, ministro dell'Agricoltura dello Stato vicino-orientale, nei primi anni novanta ritornò negli Stati Uniti laureandosi in ingegneria civile nelle università del Colorado e di San Diego. Imam nel 2001-2002 della moschea "Dar al-Hijrah" a Falls Church (Virginia), al-ʿAwlaqī è stato officiante dei riti islamici, in particolare quelli legati all'assolvimento della preghiera canonica collettiva, per i musulmani della George Washington University ed ebbe modo di parlare e di svolgere prediche a tre dei dirottatori che perpetrarono gli attentati dell'11 settembre 2001, che facevano parte di al-Qāʿida.
Esponente di spicco di al-Qāʿida nella Penisola Arabica, branca yemenita dell'associazione terrorista, fu chiamato per la sua abilità "il Bin Lāden dell'informatica". Gli insegnamenti e gli scritti di al-ʿAwlaqī influenzano ancora i fondamentalisti islamici in Occidente ma anche a livello internazionale Il governo yemenita lo giudicò in contumacia nel novembre del 2010, per complotto mirante all'uccisione di cittadini stranieri e per essere un membro di al-Qāʿida. Un giudice yemenita dispone che egli fosse catturato "vivo o morto". Nell'aprile del 2010, il Presidente USA Barack Obama inserì al-ʿAwlaqī nell'elenco delle persone che la Central Intelligence Agency (CIA) era autorizzata a uccidere a causa della loro attività terroristica.
Morì in Yemen il 30 settembre 2011 all'età di 40 anni, nel corso di un attacco contro la sua vettura da parte di un drone, organizzato dal Comando congiunto delle Operazioni Speciali sotto la supervisione della CIA. Con lui venne ucciso un secondo cittadino statunitense, Samir Khan, che editava su Internet la rivista in lingua inglese di al-Qāʿida nella Penisola Arabica Inspire. Negli Stati Uniti la vicenda scatenò aspre polemiche poiché per la prima volta erano stati uccisi cittadini statunitensi: l'attacco del drone costituiva una sorta di esecuzione di condanna a morte senza che vi fosse stato un processo. Due settimane più tardi, anche suo figlio, Abdulrahman, di 16 anni, fu ucciso da un drone.

## Nella cultura di massa
Jeremy Scahill parla della sua attività come Imam, del suo assassinio e della morte di suo figlio nel documentario Dirty Wars (2013).